# 弯柱杜鹃属
弯柱杜鹃属（学名：Therorhodion）是杜鹃花科下的一个属。该属共有3种，分布于美洲西北部和亚洲东北部。